# 濱崎憲一
濱崎 憲一（はまさき けんいち、1969年 - ）は、日本のテレビディレクター。早稲田大学法学部卒業後、1992年にNHKに入局。NHK番組制作局・文化福祉番組ディレクターを歴任。

## 番組製作
- NHKスペシャル「幻の大戦果 台湾沖航空戦の真相」で放送文化基金賞を受賞[2][1]
- NHKスペシャル「信長の夢　安土城発掘」[3]でギャラクシー奨励賞を受賞[2][1]
- その時歴史が動いた「さとうきび畑の村の戦争」[2]
- その時歴史が動いた「日米開戦を回避せよ」[2]
- ETV特集「ある亡命ロシア人ピアニストを巡る対話」[2]
- NHKスペシャル シリーズ 「JAPANデビュー」「アジアの“一等国”」[4]

## 担当番組への批判
「アジアの"一等国"」の放映後、大規模な抗議デモや批判が起こり、一万名を越す視聴者や台湾人番組出演者から精神的苦痛を受けたことや民族の誇りを傷付けられたなどとして訴訟を起こされた。日本文化チャンネル桜によると、濱崎は台湾に渡り、台湾人出演者達に本件については不問にすることを誓約するとした文書に署名・捺印するよう強制したという。

## 著書
- 『HIV/エイズと中国 感染者たちの挑戦』子どもの未来社 2006/03 ISBN 4901330586[1]